# Жика Богдановић
Жика Богдановић (Београд, 11. септембар 1932 — Београд, 3. април 2021) био је српски историчар и теоретичар уметности и културе, филолог, филмолог, стриполог, новинар, преводилац, издавач и књижевник.
Један је од истакнутих светских теоретичара стрипа и визуелне нарације уопште. Основао је 1974. године један од првих теоријских часописа за стрип у свету — Пегаз, ревија за историју и теорију стрипа и визуелних медија који се изражавају графичким путем.

## Биографија
Током своје вишедеценијске каријере бавио се филмом (као критичар Борбе добитник је награде за филмску критику "Београд филм" 1962), телевизијом (критичар НИН-а), политиком (репортер ТАНЈУГ-а), џезом (уредник и водитељ серијала "Свет џеза" на Радио Београду), уредништвом (уредник културе НИН-а, директор издавачког завода Југославија, главни уредник месечника Либерал, оснивач и главни уредник задужбине "Атенеум", оснивач и уредник многих књижевних едиција "Кентаур", "Плава птица", "Зенит", "Поларис") и наравно стрипом.
Жика Богдановић је био директор Југословенске кинотеке од 1981. до 1990. године. Такође је био сарадник специјализованог филмског часописа „Кинотека”, који од 2017. године издаје Југословенска кинотека.
Покретач је једног од најзначајнијих часописа о теорији и историји стрипа Пегаз, ревију за историју и теорију стрипа и визуелних медија који се изражавају графичким путем 1974.године.
Аутор је великог броја стручних књига, као и романа, приповетки, збирки поезије, путописа, есеја, монографија и студија из поменутих области. Од готово двадесет наслова из различитих области треба нагласити оне из области историје и теорије стрипа као што су: Чудесни свет Ђорђа Лобачева из 1975. године, Алекс Рејмонд или последњи пут када смо били млади из 1975. године, Уметност и језик стрипа из 1993. године, Чардак ни на небу ни на земљи: настанак и живот београдског стрипа 1934.-1941. из 2007. године.
Био је члан међународног жирија Prix de la Presse за награду за најбоље публицистичко дело године у Европи.
Бавио се превођењем, а на том пољу је запажен са преводима: Џ. Р. Р. Толкина, Исака Асимова, Карла Густава Јунга, Станислава Лема, Артура Кларка и многих других.
За свој рад на пољу стрип теорије је награђен 1983. наградом "Андрија Мауровић" и 1992. наградом "Максим" за животно дело на подручју теорије и историје стрипа. Добио је повељу Витез од духа и хумора (2018), које додељују Центар за уметност стрипа Београд при Удружењу стрипских уметника Србије и Дечји културни центар Београд.
Умро је 3. априла 2021. године.